# Tiziano Treu
Tiziano Treu (Vicenza, 22 agosto 1939) è un politico e giurista italiano esperto di diritto del lavoro.
È stato Ministro del lavoro e della previdenza sociale dal 17 gennaio 1995 al 21 ottobre 1998 nei governi Dini e Prodi I, Ministro dei trasporti e della navigazione dal 21 ottobre 1998 al 22 dicembre 1999 nel primo governo D'Alema, commissario straordinario dell'INPS nel 2014 e presidente del Consiglio nazionale dell'economia e del lavoro dal 5 maggio 2017 al 20 aprile 2023.

## Biografia

### Origini e formazione
Nato a Vicenza, laureatosi nel 1961 alla facoltà di giurisprudenza presso l'Università Cattolica del Sacro Cuore di Milano, trascorre gli anni da studente nel collegio Augustinianum assieme a Romano Prodi e Giovanni Maria Flick. Allievo del professor Luigi Mengoni, è stato assistente di diritto del lavoro nella stessa facoltà fino al 1968, anno in cui è diventato professore ordinario all'Università di Pavia. Si è poi trasferito all'Università Cattolica del Sacro Cuore.

### Carriera politica
Vicino al Partito Socialista Italiano, è stato dal 1992 al 1993 assessore esterno nella giunta comunale di Milano agli affari istituzionali, educazione, economia del lavoro e problemi sociali.
Con la nascita del governo tecnico presieduto dall'uscente ministro del Tesoro Lamberto Dini divenne Ministro del lavoro e della previdenza sociale.
Alle elezioni politiche del 1996 viene candidato alla Camera dei deputati nel collegio uninominale di Vicenza, sostenuto dalla coalizione de L'Ulivo in quota Lista Dini-Rinnovamento Italiano e Lega Autonomia Veneta, dove viene eletto deputato con il 36,36% dei voti contro i candidati del Polo per le Libertà Paolo Caoduro (31,89%), della Lega Nord Stefano Stefani (26,14%), della Lista Pannella-Sgarbi Ferdinando Landi (2,17%), della lista "Unione Nord Est" Silvano Giometto (2,04%) e della lista "Mani Pulite" Francesco Cemolani (1,41%). Dopo la vittoria de L'Ulivo di Romano Prodi alle politiche del '96, e il successivo incarico di formare un esecutivo presieduto da Prodi stesso, viene confermato alla guida del Ministero del lavoro e della previdenza sociale come esponente di Rinnovamento Italiano. Il giorno successivo, il 18 maggio 1996, giura nelle mani del Presidente della Repubblica Oscar Luigi Scalfaro come Ministro nel primo governo Prodi, incarico che mantiene fino al 21 ottobre 1998. Durante questo periodo è stato l'ispiratore di una serie di norme che riformarono il mercato del lavoro in Italia conosciute col nome di "pacchetto Treu", che introdusse nel 1997 il lavoro interinale e altre forme contrattuali di lavoro atipico.
Nel 1998, con la caduta del governo Prodi e la nascita del successivo primo governo presieduto da Massimo D'Alema, divenne Ministro dei trasporti e della navigazione del governo D'Alema.

#### Elezione a senatore
Alle elezioni politiche del 2001 si candida nel collegio uninominale di Venezia-Spinea al Senato della Repubblica, venendo eletto, aderendo nel gruppo parlamentare La Margherita, una lista elettorale centrista con Francesco Rutelli a capo, alla quale aderì Rinnovamento Italiano. Nel corso della XIV legislatura della Repubblica è stato componente della 11ª Commissione Lavoro pubblico e privato, previdenza sociale del Senato. L'anno successivo nel 2002, Rinnovamento Italiano confluì ne La Margherita come partito, con il Partito Popolare Italiano di Pierluigi Castagnetti e I Democratici di Arturo Parisi.
Alle politiche del 2006 viene rieletto senatore, tra le liste dell'Ulivo (lista che univa La Margherita con i Democratici di Sinistra) nella circoscrizione Veneto, dove sarà presidente della Commissione speciale per l'esame di disegni di legge di conversione di decreti-legge e presidente della 11ª Commissione Lavoro e previdenza sociale del Senato della Repubblica.
Alle politiche del 2008 viene rieletto al Senato, tra le liste del Partito Democratico (PD) nella circoscrizione Lombardia, dove nella XVI legislatura è stato vicepresidente della 11ª Commissione Lavoro pubblico e privato, previdenza sociale del Senato.
Alle elezioni primarie del Partito Democratico nel 2009 sostiene la mozione di Dario Franceschini, segretario uscente e vicesegretario sotto Walter Veltroni, ma che risulterà perdente, arrivando secondo al 34,27% dei voti contro il 53,23% dei voti di Pier Luigi Bersani, ex ministro dello sviluppo economico nel secondo governo Prodi.
Nel 2010 firma un appello rivolto al segretario del PD Pier Luigi Bersani per posizionare il PD a favore del energia nucleare in modo trasversale.

### Commissario dell'INPS
Il 30 settembre 2014 viene proposto dal governo Renzi quale commissario straordinario dell'INPS, con l'importante incarico di completare la incorporazione di INPDAP in INPS e consolidare la transizione al modello previdenziale universale dal modello previdenziale corporativo fascista; a seguito della riforma del sistema pensionistico obbligatorio Fornero, l'INPS era arrivato a gestire quasi il 50% della spesa pubblica.
Erano ancora al di fuori dell'INPS le 15 casse del D.Lgs. 509/1994 e le 7 casse del D.Lgs. 103/1996 che insieme gestivano appena 8 miliardi di euro di entrate annue. Il 30 settembre 2014 è nominato dal governo di Matteo Renzi nuovo Commissario dell'INPS in sostituzione di Vittorio Conti. L'incarico è durato fino al 24 dicembre 2014, quando, con la fine del commissariamento, la presidenza dell'ente è stata assunta da Tito Boeri.

### Presidente del CNEL
Il 5 maggio 2017 viene nominato dal Consiglio dei ministri presidente del Consiglio nazionale dell'economia e del lavoro (CNEL), organo del quale è stato componente e consigliere dal 2013 fino a luglio 2015. La nomina di Treu fece molto scalpore per via del fatto che al referendum costituzionale del 4 dicembre 2016 sulla riforma Renzi-Boschi (che prevedeva la soppressione del CNEL), si schiera per il "Sì" e sostiene la relativa campagna elettorale, tant'è che firma un manifesto per il voto favorevole assieme a 183 accademici tra giuristi e docenti che prende parte alla campagna "Basta un sì" sul sito del Partito Democratico (fautore e principale sostenitore della riforma).
Il 20 aprile 2023 viene sostituito da Renato Brunetta.

## Attività legislativa
Le più importanti leggi che portano la sua sottoscrizione sono state:
- la legge 8 agosto 1995, n. 335 (riforma Dini);
- il pacchetto Treu del 1997;
- il d.lgs. 10 febbraio 1996, n. 103;
- il d.lgs. 16 settembre 1996, n. 564 (riguardo al limite di sostenibilità degli enti previdenziali, da lui stesso definita "una legge venuta male").[14]

## Leggi proposte
- Decreto-legge 2 dicembre 2011, n. 201, articolo 24, in materia di "Disposizioni urgenti per la crescita, l'equita' e il consolidamento dei conti pubblici."
- Ministero del lavoro e della previdenza sociale - Decreto 29 novembre 2007.
- Decreto legislativo 10 febbraio 1996, n. 103, in materia di "Attuazione della delega conferita dall'art. 2, comma 25, della legge 8 agosto 1995, n. 335, in materia di tutela previdenziale obbligatoria dei soggetti che svolgono attività autonoma di libera professione."
- Decreto legislativo 30 giugno 1994, n. 509, in materia di "Attuazione della delega conferita dall'art. 1, comma 32, della legge 24 dicembre 1993, n. 537, in materia di trasformazione in persone giuridiche private di enti gestori di forme obbligatorie di previdenza e assistenza."
- Costituzione della Repubblica Italiana

## Opere
- Tiziano Treu, Il problema lavoro: flessibili ma sicuri, in Giovanni Matteoli (a cura di), Le riforme dei riformisti, introduzione di Enrico Morando e Michele Salvati, Roma, Edizioni Riformiste, 2005, SBN TO01395655.
- Tiziano Treu, Mario Carta, Pensioni, su treccani.it. URL consultato il 9 giugno 2014.